# Apetina
Apetina este un sat situat în partea de sud a Surinamului, pe Râul Tapanahoni. Este populat de către indienii Wayana, veniți din Brazilia (1938 - 1942), în urma confruntărilor tribale.